# Littomericzky Oszkár
Littomericzky Oszkár (Érsekújvár, 1900. április 28. – Lund, 1993. február 19.) magyar katonatiszt a második világháborúban.

## Élete
A Ludovika Akadémián végzett, 1922. augusztus 20-án. 1940. március 1. – december 1. között a 3. határvadász dandár vezérkari főnöke volt, majd az V. hadtest parancsnokságára került, 1943. február 1-jétől az egység vezérkari főnöke lett. Ugyanez év október 1-jétől 1944. október 16-áig a Honvédelmi Minisztériumban volt osztályvezető. A nyilas puccsot követően az I. hadtest személyi állományába osztották be. 1945. elején Németországba menekült a szovjetek elől, de itt amerikai fogságba esett, akik kiadták Magyarországnak, mint háborús bűnöst. Még távollétében lefokozták és kicsapták a honvédségből, majd a népbíróság életfogytiglani börtönre ítélte. 1956-ban a forradalom alatt kiszabadult a börtönből, majd miután az elbukott, Svédországba emigrált, itt élte le élete hátralevő részét.